# El Bonillo
El Bonillo é um município da Espanha na província de Albacete, comunidade autónoma de Castilla-La Mancha, de área 500,62 km² com população de 3786 habitantes (2004) e densidade populacional de 6,35 hab/km².

## Demografia
| Variação demográfica do município entre 1991 e 2004 | Variação demográfica do município entre 1991 e 2004 | Variação demográfica do município entre 1991 e 2004 | Variação demográfica do município entre 1991 e 2004 |
| --------------------------------------------------- | --------------------------------------------------- | --------------------------------------------------- | --------------------------------------------------- |
| 1991                                                | 1996                                                | 2001                                                | 2004                                                |
| 3347                                                | 3333                                                | 3282                                                | 3193                                                |